# Bud Erik Olsson
Bud Erik Olsson, född 24 november 1835 i Risa, Mora socken, död 13 augusti 1904 i Vinäs, Mora, var en svensk bonde och hembygdsforskare.
Bud Erik Olsson var son till bonden Bud Olof Persson. Han deltog i sin ungdom i dalkarlarnas säsongsvandringar runt om i Sverige som målare, stenhuggare och timmerman. På 1860-talet fick på grund av sin begåvning arbete som lärare vid olika byskolor i Mora. Genom giftermål med Rull Anna Matsdotter 1862 blev han hemmansägare i Vinäs. Bud Erik Olsson är främst känd som medhjälpare till Artur Hazelius, vilken som vandrande student på 1850-talet besök Bud Eriks familj. När Hazelius 1872 börjat med sin verksamhet som samlare, värvade han Bud Erik som skaffare i Dalarna. ha reste runt i Dalarna och var bland annat den som inköpte Skansens första byggnad, Morastugan. 